# Panellenio Protathlema 1931-1932
La Panellenio Protathlema 1931-1932 è stata la quarta edizione del campionato di calcio greco conclusa con la vittoria dell'Aris Salonicco, al suo secondo titolo.
Capocannoniere del torneo fu Kitsos (Aris Salonicco) con 15 reti.

## Formula
Le squadre partecipanti disputarono una prima fase a carattere regionale.
Le prime tre classificate dei gironi di Atene e Salonicco e le prime due del girone del Pireo di qualificarono alla fase finale dove disputarono un girone di andata e ritorno per un totale di 14 partite.

## Squadre partecipanti
| Squadra         | Città     | Stadio | Girone |
| --------------- | --------- | ------ | ------ |
| AEK Atene       | Atene     |        | EPSA   |
| Apollōn Smyrnīs | Atene     |        | EPSA   |
| Arīs Salonicco  | Salonicco |        | EPSM   |
| Ethnikos Pireo  | Il Pireo  |        | EPSP   |
| Īraklīs         | Salonicco |        | EPSM   |
| Olympiacos      | Il Pireo  |        | EPSP   |
| Panathīnaïkos   | Atene     |        | EPSA   |
| PAOK            | Salonicco |        | EPSM   |

## Classifica girone finale
|                   | Pos. | Squadra         | Pt | G  | V | N | P | GF | GS | DR  |
| ----------------- | ---- | --------------- | -- | -- | - | - | - | -- | -- | --- |
| Grecia (bandiera) | 1.   | Arīs Salonicco  | 22 | 14 | 9 | 4 | 1 | 38 | 10 | +28 |
|                   | 2.   | Panathīnaïkos   | 18 | 14 | 8 | 2 | 4 | 24 | 22 | +2  |
|                   | 3.   | Apollōn Smyrnīs | 16 | 14 | 7 | 2 | 5 | 21 | 19 | +2  |
|                   | 4.   | Ethnikos Pireo  | 12 | 14 | 4 | 4 | 6 | 19 | 17 | +2  |
|                   | 5.   | Olympiacos      | 12 | 14 | 5 | 2 | 7 | 22 | 20 | +2  |
|                   | 6.   | Īraklīs         | 12 | 14 | 5 | 2 | 7 | 25 | 32 | -7  |
|                   | 7.   | PAOK            | 11 | 14 | 5 | 1 | 8 | 18 | 25 | -7  |
|                   | 8.   | AEK Atene       | 9  | 14 | 4 | 1 | 9 | 13 | 35 | -22 |

Legenda:

      Campione di Grecia
Note:

Due punti a vittoria, uno a pareggio, zero a sconfitta.

### Verdetti
- Aris Salonicco campione di Grecia

## Marcatori
| Gol |  |  | Giocatore      | Squadra        |
| --- |  |  | -------------- | -------------- |
| 15  |  |  | Kitsos         | Arīs Salonicco |
| 14  |  |  | Aggelakis      | Arīs Salonicco |
| 10  |  |  | Papaiordanidis | PAOK           |